# Tachina evocata
Tachina evocata är en tvåvingeart som beskrevs av Walker 1853. Tachina evocata ingår i släktet Tachina och familjen parasitflugor. Inga underarter finns listade i Catalogue of Life.